# Оркестър на Националната академия „Санта Чечилия“
Оркестърът на Националната академия „Санта Чечилия“ (на италиански: Orchestra dell'Accademia Nazionale di Santa Cecilia) е италиански симфоничен оркестър със седалище в Рим. Базиран в Parco della Musica, оркестърът изнася своите концерти в Рим предимно в Sala Santa Cecilia.

## История
Оркестърът е основан през 1908 г. като първият италиански оркестър, посветил се изключително на симфоничния репертоар. Оттогава оркестърът е изнесъл над 15 000 концерта, сътрудничейки си с най-великите музиканти или диригенти, сред които Малер, Дебюси, Щраус, Стравински, Сибелиус, Хиндемит, Тосканини, Клемперер Челибидаке, Фуртвенглер, Де Сабата, Стоковски, Шолти, Бернщайн, Караян, Клайбер, Абадо и Мориконе. Бернардино Молинари е първият музикален директор на оркестъра, който е на поста от 1912 до 1944 г. Следващите музикални директори са Франко Ферара (1944 – 1945), Фернандо Превитали (1953 – 1973) и Игор Маркевич (1973 – 1975). Оркестърът е известен със записите си на италианска опера за лейбъла Decca с певци като Рената Тебалди и Карло Бергонци под диригентството на Тулио Серафин. Томас Шипърс е назначен за следващ музикален директор, който да наследи Маркевич, но умира през декември 1977 г., преди официално да поеме поста. Постът остава вакантен до 1983 г., когато е зает от Джузепе Синополи. Синополи съдейства за възстановяването на оркестъра и разширява репертоара му, включвайки Малер и Брукнер. Ленард Бърнстейн е бил почетен президент на оркестъра от 1983 до 1990 г.
Антонио Папано става музикален директор на оркестъра през 2005 г. С Папано оркестърът е записвал комерсиално за EMI. Планирано е той да приключи мандата си през 2023 г. и впоследствие да получи званието почетен диригент. В момента Юрий Темирканов носи титлата почетен диригент на оркестъра. През март 2023 г. оркестърът обявява назначаването на Даниел Хардинг за свой следващ музикален директор, считано от сезон 2024/2025, с първоначален договор за 5 сезона.

## Музикални директори
- Бернардино Молинари (1912 – 1944)
- Франко Ферара (1944 – 1945)
- Фернандо Превитали (1953 – 1973)
- Игор Маркевич (1973 – 1975)
- Джузепе Динополи (1983 – 1987)
- Даниеле Гати (1992 – 1997)
- Мюнг-Ун Чунг (1997 – 2005)
- Антонио Папано (2005 – 2023)
- Даниел Хардинг (от 2024 г.)